# Fillmore (Missouri)
Fillmore – miasto w Stanach Zjednoczonych, w stanie Missouri, w hrabstwie Andrew.